# Liste des pièces de collection chypriotes en euro
Une pièce de collection chypriote en euro est une pièce de monnaie libellée en euro et émise par Chypre mais qui n'est pas destinée à circuler.  Elle est principalement destinée aux collectionneurs.
Chypre ne possède pas d'atelier monétaire propre et sous-traite la frappe de ses monnaies.

## Année 2008
- 5 Euro argent (925/1000) Adhésion à la Zone Euro - Diamètre : 38,61 mm - Poids : 28,28 g - Frappe : 15 000 exemplaires en qualité be.

Atelier : Koninklijke Nederlandse Munt (Pays-Bas)

## Année 2010
- 5 Euro argent (925/1000) 50e anniversaire de la république de Chypre - Diamètre : 38,61 mm - Poids : 28,28 g - Frappe : 5 000 exemplaires en qualité be.

- 20 Euro or (917/1000) 50e anniversaire de la république de Chypre - Diamètre : 22,05 mm - Poids : 7,98 g - Frappe : 750 exemplaires en qualité be.

Atelier : Greece Mint (Grèce)